# نسبت وام به ارزش
نسبت وام به ارزش، (به انگلیسی: Loan To Value Ratio) نسبتی مالی است که از تقسیم مبلغ وام به  قیمت بازار یا ارزش کارشناسی دارایی به دست می‌آید و به صورت درصد بیان می‌شود. 
این نسبت اغلب توسط بانک‌ها و معامله‌گران املاک و مستغلات، مورد استفاده قرار می‌گیرد. بعنوان مثال اگر قیمت بازار تجهیزاتی ۱۰٫۰۰۰ ریال و مبلغ وام معادل ۸٫۰۰۰ ریال باشد، نسبت وام به ارزش آن معادل ۸۰٪ درصد خواهد شد، یعنی ۸۰٪ درصد بهای تجهیزات، از محل وام تأمین می‌شود.
به بیان ساده‌تر؛ نسبت وام به ارزش، عبارت است از مبلغ وام، به ارزش بازاری ارزیابی شده دارایی. پایین بودن این نسبت، به مفهوم پایین بودن مبلغ وام در مقایسه با ارزش وثیقه و پوشش بیشتر ریسک وام‌دهنده است.